# Kommilitonen!

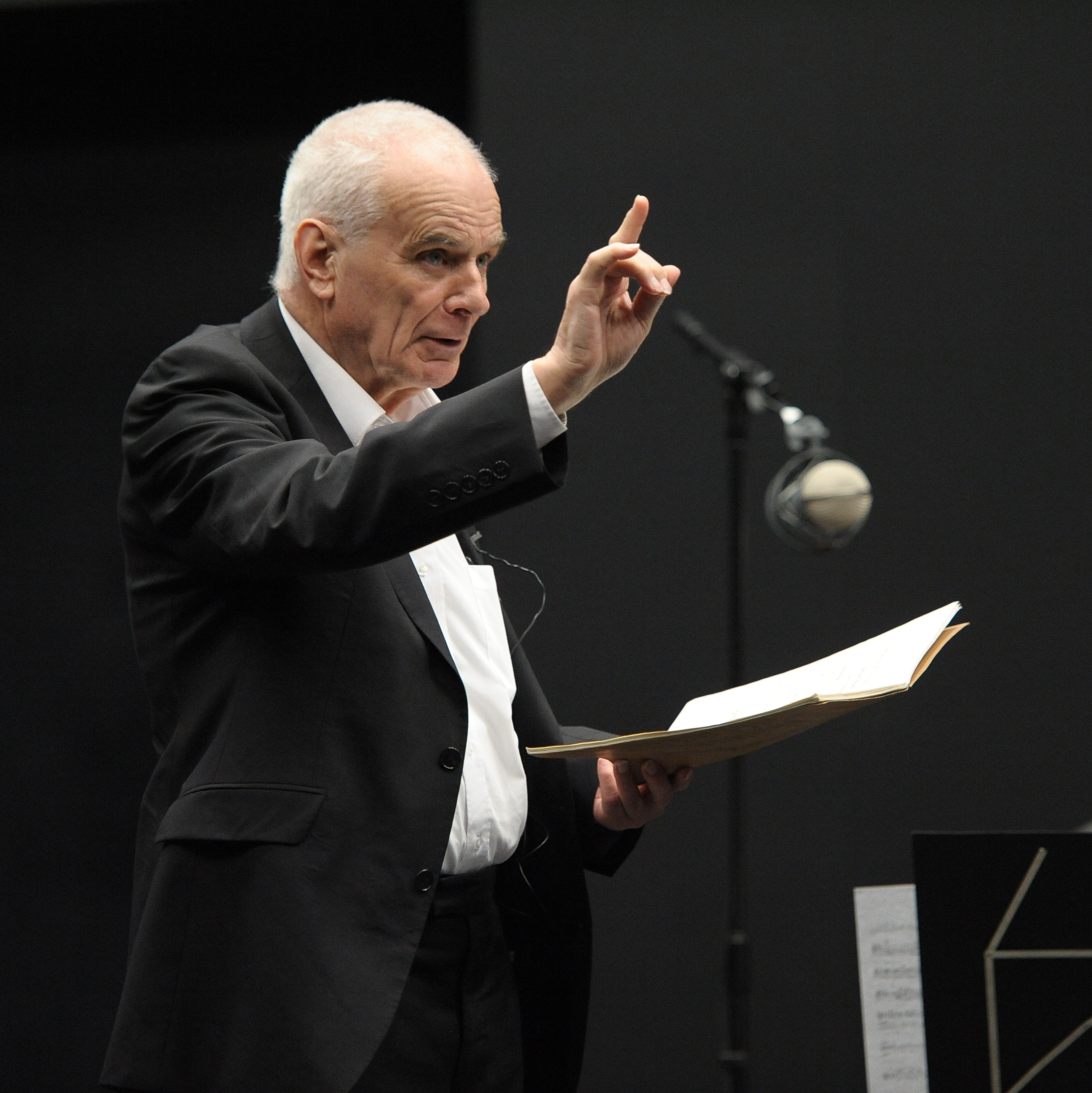
Peter Maxwell Davies

Kommilitonen! (français : copains de classe) est un opéra de Peter Maxwell Davies sur un livret de David Pountney. Il est créé le 18 mars 2011 à la Royal Academy of Music sous la direction de Jane Glover.

## Distribution
| Rôle                                                                    | Voix          | Première, 18 mars 2011 (Chef d'orchestre : Jane Glover) |
| ----------------------------------------------------------------------- | ------------- | ------------------------------------------------------- |
| The Oxford Revolution (la révolution d'Oxford)                          |               |                                                         |
| James Meredith                                                          | baryton       | Marcus Farnsworth                                       |
| Voix de Pokayne                                                         | baryton       | Jonathan McGovern                                       |
| Die Weisse Rose (la rose blanche)                                       |               |                                                         |
| Sophie Scholl                                                           | soprano       | Aoife Miskelly                                          |
| Hans Scholl, son frère                                                  | baryton       | Johnny Herford                                          |
| Willi Graf                                                              | baryton-basse | Frederick Long                                          |
| Christoph Probst/L'évangeliste                                          | ténor         | Andrew Dickinson                                        |
| Alexander Schmorell/Le Grand Inquisiteur                                | basse         | John-Owen Miley-Read                                    |
| Premier Clerc/Geolier                                                   | mezzo-soprano | Irina Gheorghiu                                         |
| Second Clerc/Officier Gestapo 1                                         | baryton       | Jonathan McGovern                                       |
| Officier Gestapo 2                                                      | baritone      | Maximilian Führig                                       |
| Soar to Heaven (la montée au ciel)                                      |               |                                                         |
| Li Jingji (Mère)                                                        | mezzo-soprano | Irina Gheorghiu                                         |
| Wu Tianshi (Père)                                                       | baryton       | Jonathan McGovern                                       |
| Wu (Fils)                                                               | soprano       | Katie Bray                                              |
| Li (Fille)                                                              | mezzo-soprano | Belinda Williams                                        |
| Deux enfants                                                            | sopranos      | Hannah Bradbury, Annie Rago                             |
| Zhou (garde rouge)                                                      | soprano       | Ruth Jenkins                                            |
| Officier armée rouge 1                                                  | mezzo-soprano | Belinda Williams                                        |
| Docteur/Officier armée rouge 2                                          | mezzo-soprano | Laura Kelly                                             |
| Officier armée rouge 3                                                  | mezzo-soprano | Irina Gheorghiu                                         |
| Puppets                                                                 | rôle muet     | Blind Summit Theatre                                    |
| Chœur d'étudiants américains, allemands et chinois et d'autres citoyens |               |                                                         |